# Аналіз відмов
Аналіз відмов це процес накопичення та аналізу даних для визначення причин несправностей з метою визначення коригувальних дій для усунення відмов.

## Опис процесу
Відповідно до Блоха і Гейтнера, відмови у машинах виявляють ланцюг реакції з причиною і наслідком... зазвичай дефіцит, який зазвичай називають симптомом...”. Аналіз відмов часто зберігає гроші, життя та ресурси якщо усунуто причину. Це важлива галузь знань у багатьох галузях виробництва, таких як електроніка, де вона є життєво важливим інструментом, що використовується в розробці нових продуктів, а також для поліпшення існуючих продуктів. Процес аналізу відмов заснований на зборі компонентів для подальшого вивчення причини або причин відмови з використанням широкого спектра методів, таких як мікроскопія і спектроскопія. Методи  неруйнівного контролю  (наприклад, промислове сканування комп'ютерної томографії) є цінними, оскільки бракована продукція не залежить від аналізу, тому для експертизи іноді використовують вказані методи.

## Криміналістична експертиза
Криміналістична експертиза відмови процесу або продукту є початковою точкою аналізу відмов. Таке дослідження проводиться з використанням наукових аналітичних методів, таких як електричні та механічні вимірювання, або шляхом аналізу даних про відмову, наприклад, звітів про відмову продукту або прикладів попередніх відмов такого ж типу. Методи криміналістичної експертизи особливо цінні для відстеження дефектів і недоліків. Вони можуть включати  втому матеріалу, тріщини, що виникають при корозійному розтріскуванні під напругою. Свідчення свідків можуть бути цінними для відновлення ймовірної послідовності подій і, отже, ланцюга причин і наслідків. Людські фактори також можуть бути оцінені, коли визначається причина відмови. Існує кілька корисних методів для запобігання виникненню збоїв у виробництві, в тому числі в режимі аварії, аналізу впливу та в аналізі дерев помилок, які можуть бути використані під час  прототипування для аналізу збоїв до того, коли продукт буде продано. 
Теорії відмов можуть бути побудовані тільки на таких даних, але коли необхідні негайні коригувальні дії потрібні, принцип обережності вимагає вжити заходів. Наприклад, при аваріях літаків усі літаки відповідного типу можуть бути негайно приземлені до очікування результату розслідування. 
Деякі з методів, що використовуються при аналізі відмов, також використовуються при аналізі відсутності помилки, що використовується в області технічного обслуговування для опису ситуації, де спочатку зареєстрований режим невдачі не може бути продубльований оцінюючим техніком, і тому потенційний дефект не може бути виправлений. 
Аналіз відсутності помилки можна віднести до окислення, дефектних з'єднань електричних компонентів, тимчасових замикань в схемах, програмних помилок, тимчасових факторів навколишнього середовища, а також до помилки оператора. Велика кількість пристроїв, з відсутністю помилки під час першого сеансу усунення несправностей, часто повертаються до лабораторії аналізу несправностей з тими ж симптомами відсутності помилки або постійним режимом відмови.
Термін «аналіз відмов» також застосовується до інших галузей, таких як управління бізнесом та військова стратегія.

## Інженери з аналізу несправностей
Інженер з аналізу несправностей часто відіграє провідну роль у аналізі відмов, незалежно від того, чи компонент або продукт виходить з ладу при експлуатації, або якщо збій відбувається у виробництві або в процесі виробництва. У будь-якому випадку необхідно визначити причину відмови пристрою, щоб запобігти її виникненню в майбутньому, та / або підвищити продуктивність пристрою, компонента або структури. Інженери-конструктори та інженери-механіки дуже затребувані для цієї роботи. Більш конкретні спеціальності можуть також потрапити в такі позиції, як інженери матеріалів. Спеціалізація в галузі металургії та хімії завжди корисна разом із властивостями та стійкістю матеріалів. Хтось може бути найнятий з різних причин, будь то для подальшого запобігання або відповідальності. Середній заробіток інженера з аналізу відмов, інженера з досвідом роботи в цій галузі, становить $ 81,647. Інженер з аналізу несправностей вимагає хороших комунікативних навичок та здатності працювати з іншими. Зазвичай, найнята особа має диплом бакалавра в галузі техніки, але є сертифікати, які можна здобути.

## Методи аналізу
Аналіз відмов багатьох різних продуктів передбачає використання наступних інструментів і методів:

### Мікроскопи
- Оптичний мікроскоп
- Скануючий акустичний мікроскоп
- Атомно-силовий мікроскоп
- Стерео мікроскоп
- Фотоемісійний електронний мікроскоп
- Рентгенівський мікроскоп
- Інфрачервоний мікроскоп
- Скануючий мікроскоп SQUID
- USB мікроскоп

### Підготовка зразків
- Реактивний-гравер
- Плазмовий гравер
- Металографія
- Інструменти зворотного стоншення
  - Механічне зворотне стоншення
  - Лазерне хімічне зворотне травлення

### Спектроскопічний аналіз
- Імпульсна спектроскопія
- Оже-спектроскопія
- Глибока перехідна спектроскопія

### Модифікація пристрою
- Фокусований іонний пучок травлення

### Аналіз стану поверхні
- Капілярний контроль
- Інші методи аналізу стану поверхні

### Електронна мікроскопія
- Сканувальний електронний мікроскоп
  - Електронно-променевий метод
  - Метод зміни напруги з індукованим зарядом
  - Метод контрасту напруги
  - Дифракція зворотного розсіювання електронів
  - Метод енергодисперсійної рентгенівської спектроскопії
- Трансмісійний електронний мікроскоп
- Комп'ютерно-керований електронний мікроскоп

### Інжекційна мікроскопія лазерного сигналу
- Стимуляція фотоносіїв
  - Статичний
    - Оптичний метод
    - Світлоіндукційний метод

  - Динамічний
    - Метод лазерного сприяння
- Метод теплової лазерної стимуляції
  - Статичний
    - Метод зміни опору з оптичним пучком
    - Метод зміни термічно індукованої напруги
    - Метод зміни зовнішньої індукованої напруги
    - Метод візуалізації ефекту Зеебека

  - Динамічний
    - Метод локалізації м'яких дефектів

### Зондування напівпровідників
- Механічна станція зонду
- Електронно-променевий зонд
- Лазерний зонд
- Нанозонд

### Методи визначення місцеположення на основі програмного забезпечення
- Навігація CAD
- Автоматичне генерування тестового шаблону

## Тематичні дослідження

### Два поперечні ключові стержні провалилися на мосту Бей

#### Люди у випадку
Пан Брахімі є американським консультантом з мостового флюора і має ступінь магістра в галузі матеріалознавства.
Пан Агілар - начальник відділу перевірки структурних матеріалів Caltrans з 30-річним досвідом роботи інженером.
Г-н Крістенсен, який є консультантом Caltrans з 32-річним досвідом у сфері аналізу металургії та відмов.

#### Кроки
Візуальний огляд це неруйнівне дослідження. Це виявило ознаки крихкості, не маючи постійної пластичної деформації до її розриву. Показано тріщини, які були кінцевою точкою розриву стержнів ключів зсуву. Інженери підозрювали, що водень бере участь у виникненні тріщин.
Скануюча електронна мікроскопія використовувалася для сканування тріщин поверхні під великим збільшенням, щоб отримати краще розуміння руйнування. Повний розлом стався після того, як стержень не міг утримуватися під навантаженням, коли тріщина досягла критичного розміру.
Мікроструктурна експертиза використовувалася там, де були досліджені перерізи, щоб виявити більше інформації про взаємодію металів.
Випробування на твердість використовувався метод Роквелла та Кнупа, як показав, що матеріал стержнів не було правильно оброблено.
Випробування на розтяг показав інженеру, що межа міцності, міцність на розрив і подовження були достатніми для виконання вимог.
Випробування матеріалу до ударним дій показав ударну в'язкість сталі, приймаючи різні зразки стержня.
Хімічний аналіз остаточний тест, що показав відповідність сталі стержнів до вимог.

#### Висновок
Стержні зазнали невдачі від водневого окрихчування, сприйнятливого до водню від високого розтягуючого навантаження і водню, який вже знаходився в матеріалі. Стержні не провалилися, тому що вони не відповідали вимогам щодо міцності в цих стрижнях. Хоча вони відповідали вимогам до хімічного складу стержнів, структура була неоднорідна, що викликало різні сили і низьку в'язкість.
У цьому дослідженні показано кілька способів аналізу відмов. Він завжди починається з неруйнівної форми спостереження, подібно до місця злочину. Потім частини матеріалу беруться з оригінального фрагменту, який використовується в різних спостереженнях. Тоді робиться деструктивний тест, щоб знайти міцність і властивості матеріалу, щоб знайти саме те, що пішло не так.

### Неспроможність аналізу відмов
Крах автостради Окленд Німіц був мостом, який обрушився під час землетрусу навіть після програми зміцнення мосту. Різних інженерів запитували про те, як вони сприймають ситуацію. Хоча деякі з них не звинувачують програму або відділ, як Джеймс Роджерс, який сказав, що землетрус може мати "хороші шанси, що Ембаркадеро зробить те ж саме, що зробив Німіц.” Хоча деякі говорили про те, що можна було б зробити більше для запобігання обрушення. Доктор Прістлі каже, що «жоден з проектів відділу по зміцненню шляхів не вирішував проблем слабкості…» у суглобах мостів. Деякі експерти погодилися, що більше можна було зробити для запобігання цій катастрофі. Програма знаходиться під загорянням за те, що "невдача більш серйозна".

### Від проектувальника
Продукт повинен працювати навіть у найважчих сценаріях. Це дуже важливо для продуктів, виготовлених для дорогих будівель або літаків. Якщо ці деталі виходять з ладу, вони можуть спричинити серйозні пошкодження та / або проблеми з безпекою. Продукт починає розроблятися "... щоб звести до мінімуму небезпеки, пов'язані з цим" найгіршим сценарієм ". Визначення найгіршого сценарію вимагає повного розуміння продукту, його навантаження та середовища обслуговування. прототип часто проходить лабораторне тестування, що доводить, що продукт витримує найгірший сценарій, як очікувалося." Деякі з тестів, проведених сьогодні на реактивних двигунах, є дуже інтенсивними, якщо двигун витримує:
- проковтування сміття, пилу, піску тощо.;[7]
- проковтування граду, снігу, льоду тощо.;[7]
- проковтування надлишкової кількості води.[7]

Ці тести повинні бути складніше, ніж те, що продукт буде відчувати у використанні. Двигуни висуваються до максимуму для того, щоб гарантувати, що продукт буде функціонувати так, як це має бути незалежно від стану. Аналіз збоїв з обох сторін стосується запобігання пошкодженню та збереженню безпеки.

## Подальше читання
- Martin, Perry L., Electronic Failure Analysis Handbook, McGraw-Hill Professional; 1st edition (February 28, 1999) ISBN 978-0-07-041044-2.
- Microelectronics Failure Analysis, ASM International; Fifth Edition (2004) ISBN 978-0-87170-804-5
- Lukowsky, D., Failure Analysis of Wood and Wood-Based Products, McGraw-Hill Education; 1st edition (2015) ISBN 978-0-07-183937-2.